# Anemone xiaowutaishanica
Anemone xiaowutaishanica là một loài thực vật có hoa trong họ Mao lương. Loài này được W.T. Wang & Bing Liu mô tả khoa học đầu tiên năm 2008.